# Je décide et il exécute

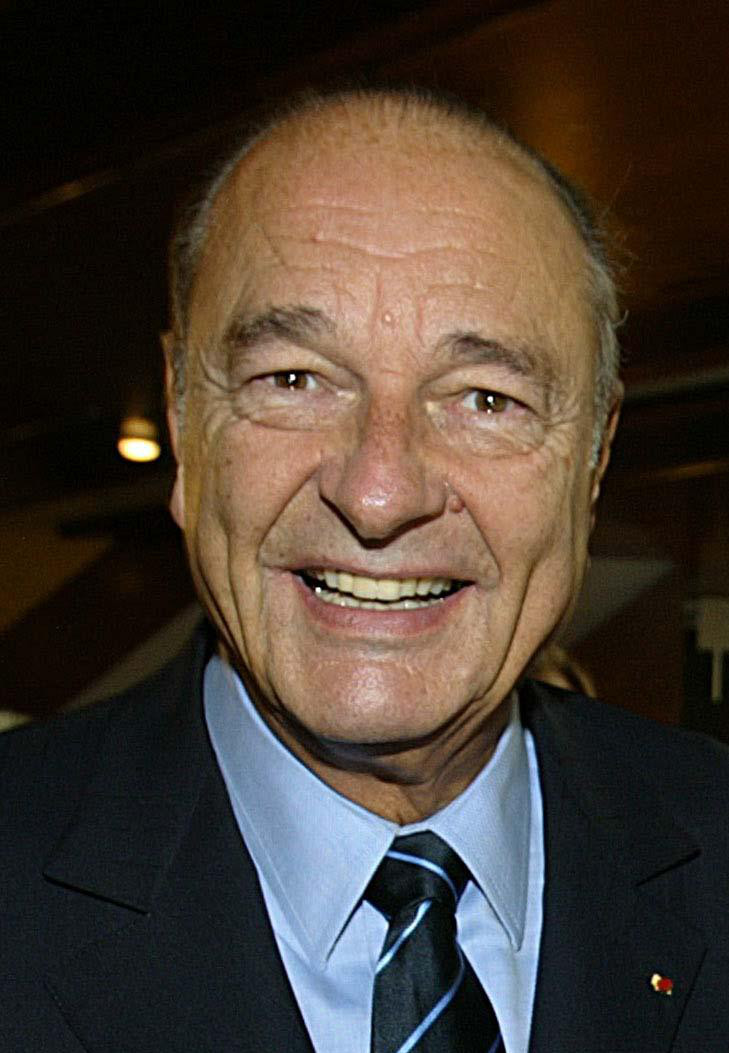
Jacques Chirac en 2004.

« Je décide et il exécute » est une petite phrase prononcée en 2004 par Jacques Chirac, alors président de la République française, lors de la traditionnelle allocution télévisée du 14 juillet.

## Contexte
Cette phrase, prononcée face aux journalistes Arlette Chabot et Patrick Poivre d'Arvor, fait suite à des désaccords politiques et des tensions internes entre le président et le ministre d'État, ministre de l'Économie, Nicolas Sarkozy, jouissant alors d'une popularité grandissante parmi les sympathisants de droite en vue de l'élection présidentielle de 2007.